# هنري رييس
هنري رييس (بالألمانية: Henry Ries)‏ (و. 1917 – 2004 م) هو مصور، وصحفي، ومترجم من ألمانيا، والولايات المتحدة، ولد في برلين، توفي في نيويورك، عن عمر يناهز 87 عاماً.

## جوائز
حصل على جوائز منها:
- نيشان استحقاق صليب الضباط لجمهورية ألمانيا الاتحادية
- نيشان استحقاق صليب الضباط لجمهورية ألمانيا الاتحادية